# Joseph Krautwald

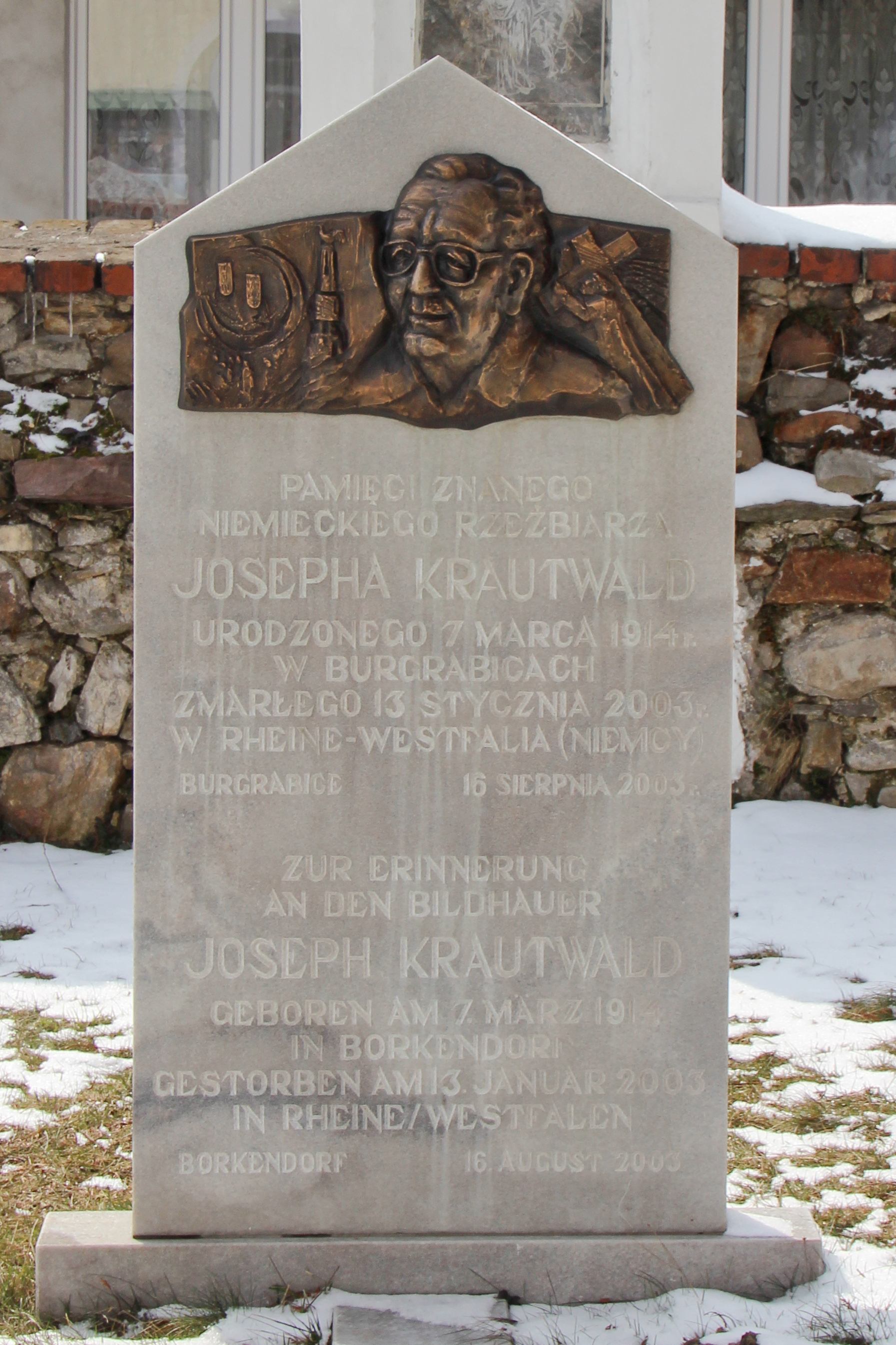
Joseph-Krautwald-Denkmal in seinem Geburtsort.

Joseph Krautwald (* 7. März 1914 in Borkendorf, Landkreis Neisse, Provinz Schlesien; † 13. Januar 2003 in Rheine) war ein deutscher Bildhauer.

## Werdegang
Mit 14 Jahren begann Joseph Krautwald beim Unternehmen Thust in Groß Kunzendorf eine Lehre als Steinmetz, die er ein Jahr später aufgrund seines frühzeitig erkannten künstlerischen Talents in eine Bildhauerlehre umwandeln durfte. Nach deren Abschluss und kurzer Gesellenzeit besuchte Krautwald die Holzschnitzschule Bad Warmbrunn bei Cirillo Dell’Antonio und die Bildhauerklasse von Josef Thorak an der Akademie der Bildenden Künste in München. Vollendet hat er seine Ausbildung schließlich 1939 bei Karl Albiker in Dresden. Eine turbulente Kriegs- und Nachkriegszeit schloss sich an, die Joseph Krautwald im Jahre 1949 nach Rheine ins Münsterland führte, wo er sich niederließ und 1951 sein Atelier einrichtete. Gemeinsam mit seinem Bruder plante und baute der Künstler Anfang der 1950er-Jahre die beiden Werkstattgebäude in der Münsterstraße 95, auf einem Grundstück, das die Stadt Rheine zur Verfügung stellte. Joseph Krautwald starb hochbetagt und vielfach ausgezeichnet am 13. Januar 2003 in Rheine.

## Werke
In seinem umfangreichen Schaffen nimmt die Sakrale Kunst den breitesten Raum ein; allein über 300 Kreuzwegdarstellungen stammen von ihm. Er gestaltete Kirchen, Kapellen und Grabsteine in ganz Deutschland, vor allem im Bistum Münster und im nordwestdeutschen Raum. Seine Kleinbronzen fanden als Kommunion-, Firm- und Traugeschenke weite Verbreitung.

## Galerie

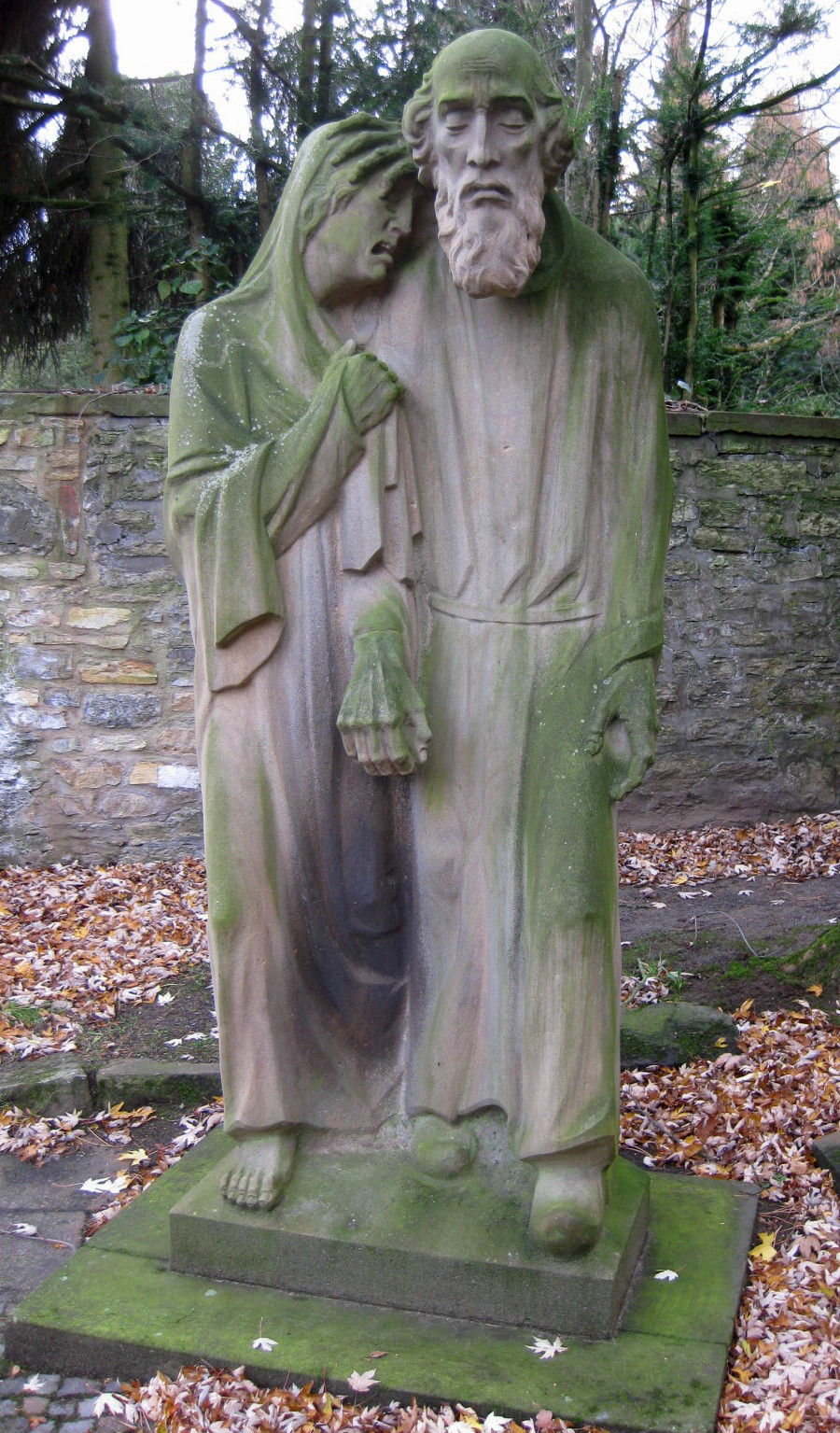
Leidensweg (1951) auf dem Jüdischen Friedhof am Johannisfriedhof in Osnabrück
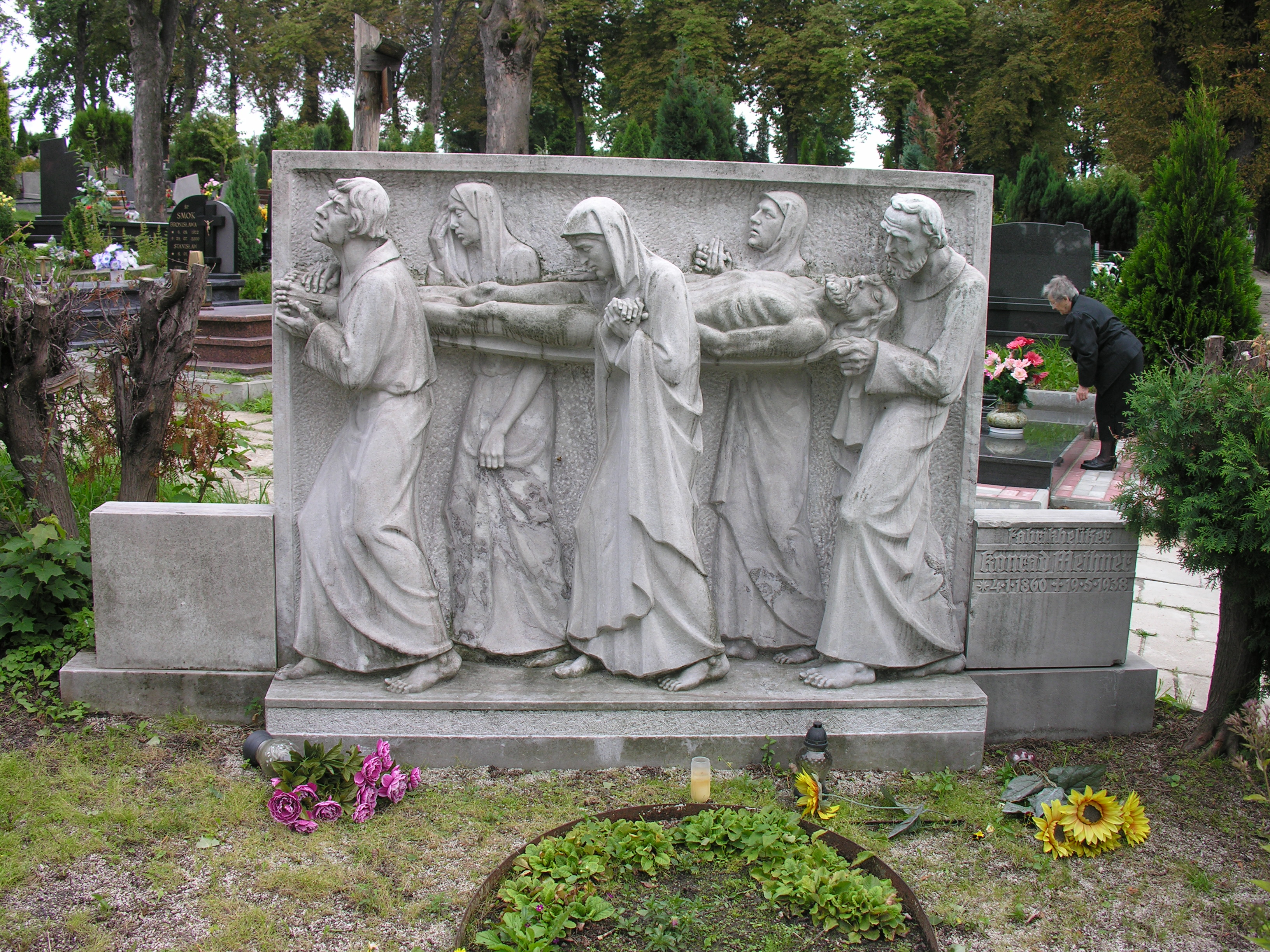
Grabdenkmal des Fabrikbesitzers Konrad Methner in Ziegenhals
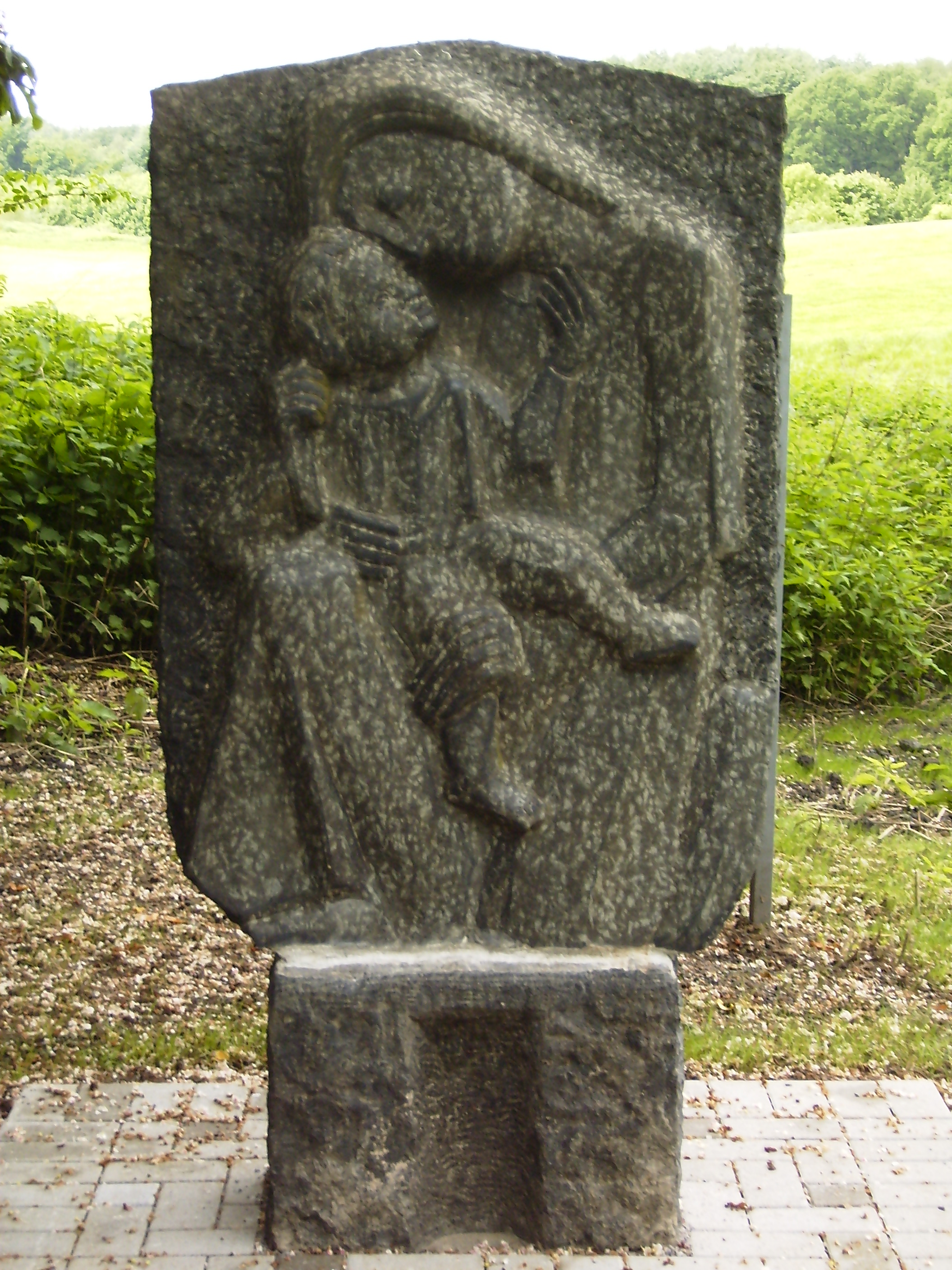
Marien-Stele an der „Witten Porte“ in  Herten-Westerholt
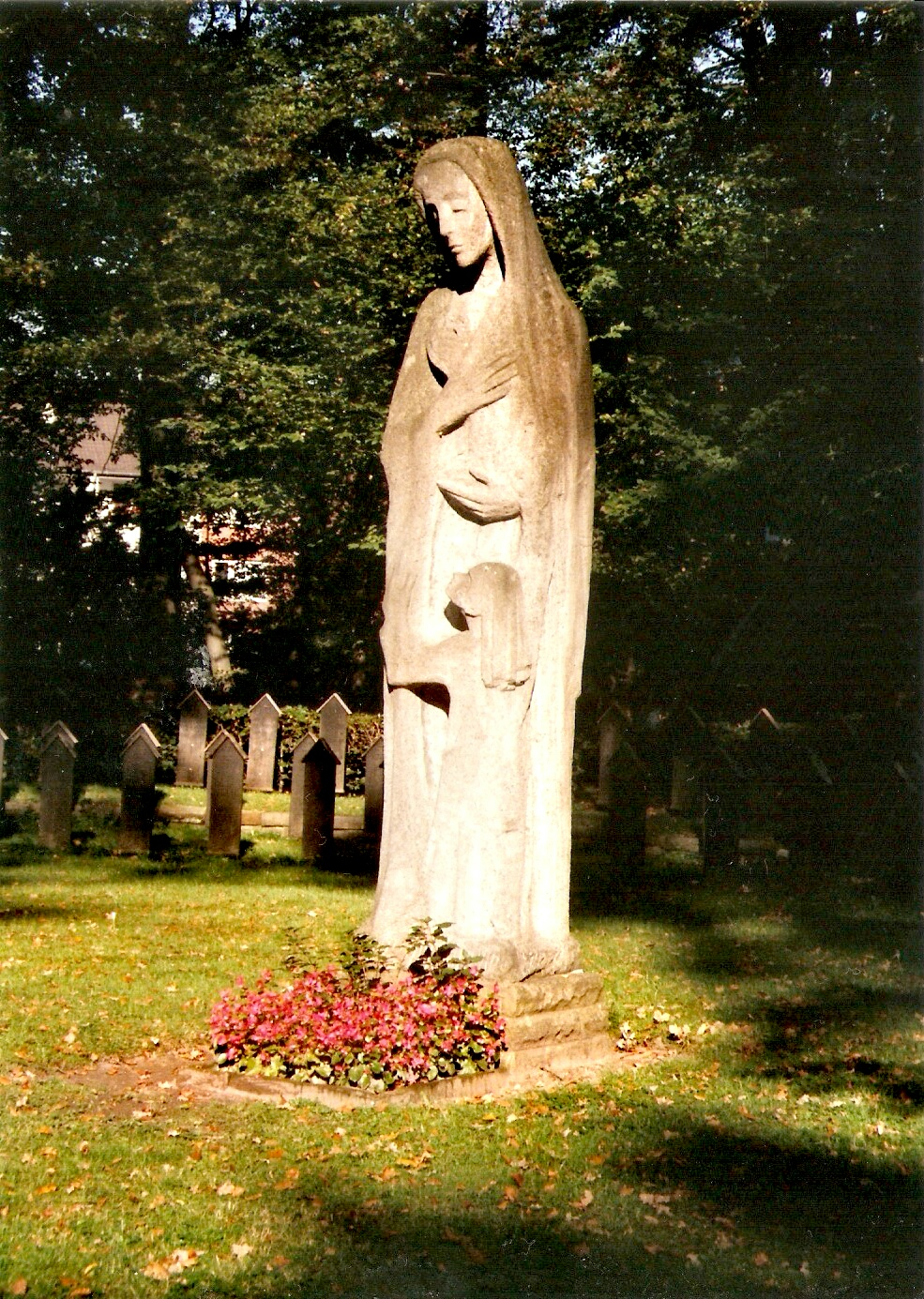
Die Mutter
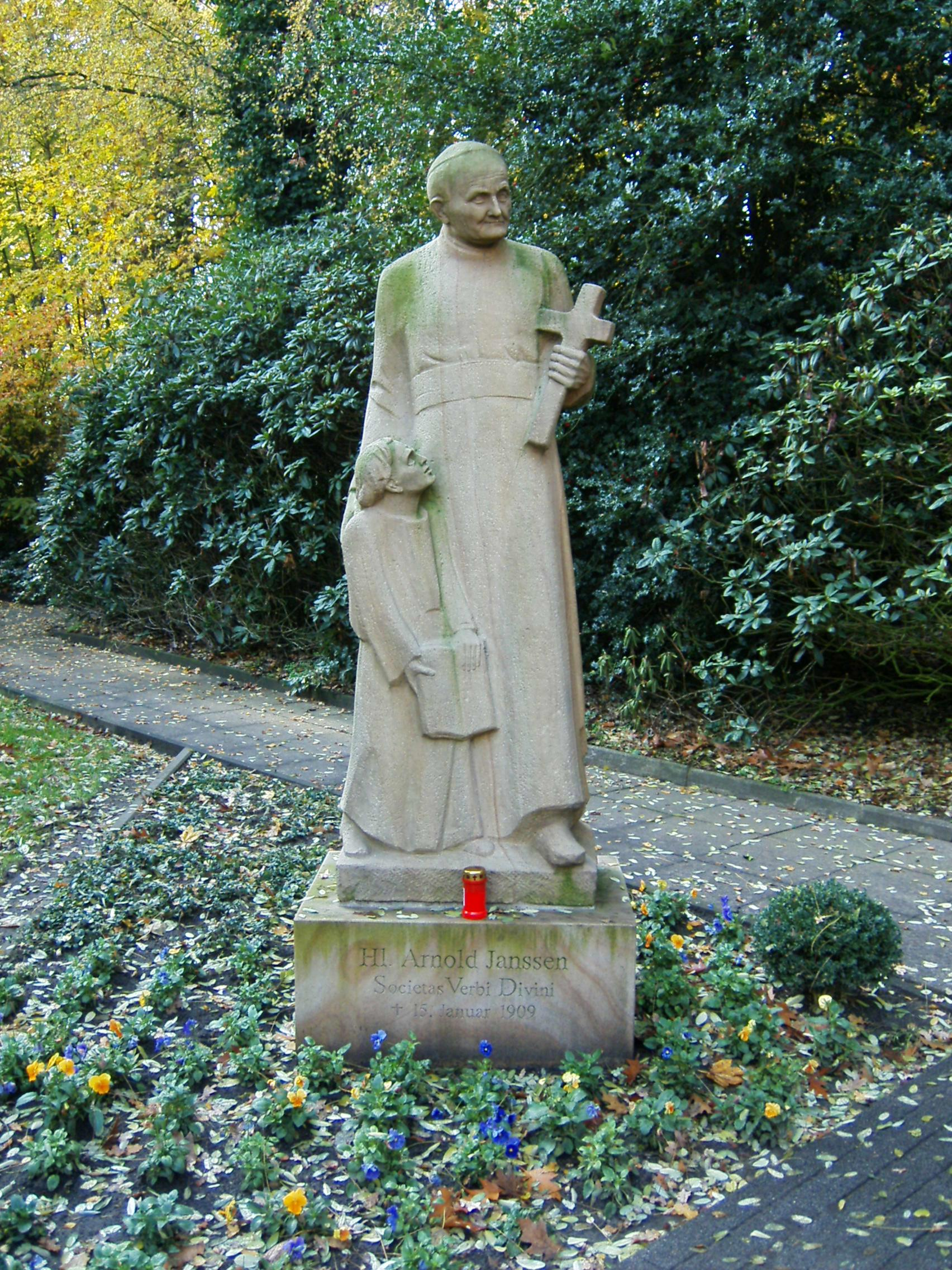
Arnold Janssen, 1954 geschaffen von Joseph Krautwald, Arnold Janssen Gymnasium in St. Arnold

## Ehrungen
- 1982 – Kulturpreis der Stadt Rheine
- 1986 – Bundesverdienstkreuz am Bande
- 1997 – Verdienstorden des Landes Nordrhein-Westfalen
- 2001 – Goldene Stadtmedaille von Rheine für besondere Verdienste